# Слобожанский поселковый совет (Харьковская область)
Слобожа́нский, до 2016 г. Комсомо́льский поселковый сове́т — входил в состав Чугуевского района Харьковской области Украины.
Административный центр городского совета находился в городе Слобожанское.

## История
- 1960 — дата образования данного поселкового Совета депутатов трудящихся на территории Змиевского района Харьковской области УССР.
- После 2016 - дата переименования из Комсомольского в Слобожа́нский совет из-за "декоммунизации" названия названного в честь ВЛКСМ Комсомо́льского.
- После 17 июля 2020 года в рамках административно-территориальной реформы по новому делению Харьковской области[2][3] совет, как и весь Змиевской район Харьковской области, был ликвидирован; входящие совет населённые пункты и его территории были присоединены к ... территориальной общине Чугуевского района области.
- Совет просуществовал 60 лет.

## Населённые пункты совета
- пгт Слобожа́нское  (б. Комсомольское)
- посёлок Благода́тное
- посёлок Доне́ц